# Sept
«Sept» — французский католический еженедельник. Выпускался орденом доминиканцев в 1934—1937 гг.

## История
Как пишет британский исследователь Дэвид Кертис (David Curtis), еженедельник был создан в 1934 году в поддержку шагов папы Пия XI по отмежеванию французского католицизма от радикально правых сил в стране. «Sept», однако, не полностью оправдал надежды Святого престола и после сформирования Народного фронта и победы его на парламентских выборах 1935 года отказался осудить все меры, предпринимавшиеся правительствами Народного фронта в 1936—1937 гг. В мае-июне 1936 года еженедельник, в частности, осудил захваты фабрик, осуществлявшиеся во имя социальной доктрины католической церкви.
Период Народного фронта во Франции (1934—1938) характеризовался обострением борьбы между католической церковью и коммунистической партией за влияние в обществе (и особенно на трудящихся), а среди французских католиков существовали серьёзные разногласия по вопросам отношения к марксизму и коммунистическому учению и относительно возможности поддержки Народного фронта. Значительное число французских католиков — так называемые «позитивные» антикоммунисты — считали возможным проводить различие между коммунистами как людьми, придерживающимися справедливых общественных устремлений, чью критику капиталистической системы следует поддерживать, и коммунизмом как атеистической и антигуманистической политической системой. Разногласия среди французских католиков стали ещё более явными в их отношении к гражданской войне в Испании, начавшейся в июле 1936 года. В то время как «позитивные» антикоммунисты выступали за организацию международного посредничества с целью прекращения вооружённого конфликта, консервативное большинство рассматривало мятеж Франко как «крестовый поход против коммунистического варварства». Ватикан поддержал позицию последних. В августе 1937 года это привело к закрытию Ватиканом еженедельника после публикации интервью с экс-премьером Леоном Блюмом — за отсутствие, по мнению Святого престола, должного осознания того влияния, которое коммунисты оказывали на политику французского Народного фронта, и роли, которую испанские коммунисты сыграли в подстрекательствах к нападениям на католическую церковь в Испании.